# Pagouda
Pagouda est une ville du Togo, capitale de la préfecture de la Binah.

## Géographie
Pagouda est située à environ 40 km de Kara, entre les monts Kabyés (chaîne de l'Atakora) et la plaine du Bénin, dans la région de la Kara.

## Économie
- agriculture essentiellement
- tissage
- Petits commerces
- Coopérative artisanale
- Coopérative paysanne
- Marché au bétail
- Hôtel

## Lieux publics
- Écoles primaires
- École secondaire
- Lycée
- Dispensaire
- Hôpital
- Poste
- Tribunal
- Bibliothèque publique
- Radio communautaire (Office International de la Francophonie)[1]

## Monuments et sites
- habitat traditionnel kabyé dans tous les hameaux alentour
- barrages de Wazé
- barrage de Nanzou
- montagne aux singes
- chefferies traditionnelles
- concession Royale (Famille Pré)-Pagouda-ville

## Jumelages
Jumelage avec Renaison et la côte roannaise.

De nombreux échanges sont effectués depuis plus de 20 ans entre les deux villes.